# Friedrich Bock (Bibliothekar)
Friedrich Bock (* 26. Mai 1886 in Ellingen bei Weißenburg in Bayern; † 2. Oktober 1964 in Erlangen) war ein deutscher Bibliothekar.

## Leben
Friedrich Bock war der Sohn des Amtsgerichtsrats Friedrich Bock und seiner Frau Antonie, geb. Hoffmann. Er besuchte das Alte Gymnasium in Nürnberg und studierte anschließend Klassische Philologie und Archäologie in München und Berlin. 1908 legte er in München das Staatsexamen ab, 1909 wurde er dort promoviert. Nach Praktika an der Bayerischen Staatsbibliothek und der Universitätsbibliothek in München ab 1908 wurde er 1912 Kustos an der Universitätsbibliothek Erlangen. 1916 wechselte er an die Universitätsbibliothek München. Von 1921 bis zu seinem Ruhestand 1951 war er Direktor der Stadtbibliothek Nürnberg. Diese entwickelte sich unter seiner Leitung zu einer der bedeutendsten Stadtbüchereien Deutschlands. Im Ruhestand war er an der Universitätsbibliothek Erlangen bei der Katalogisierung von Altbeständen und bei der Ausbildung des Nachwuchses tätig.
Bock war verheiratet mit Ottilie, geb. Kübler, aus der Ehe gingen drei Töchter und ein Sohn hervor. 